# Steven Bossuyt
Steven Bossuyt (Izegem, 29 mei 1980), voluit Steven Boudewyn Katelijne Bossuyt, is een Vlaamse muzikant en voormalige acteur bekend van de jongerenreeks Spring. Als muzikant is hij bekend door de groep Sherman.

## Carrière
Bossuyt zijn acteerwerk begon wanneer hij in 2002 de rol kreeg in de jeugdserie Spring bij Studio 100. Hij speelde de rol van Pieter Van Asten, dit personage speelde profetisch genoeg ook al gitaar. Na 3 seizoenen stapte hij uit de serie. In de tijd van Spring werkte hij aan de band Cream & Spices. Deze band stopte niet veel later al. Daarna begon Bossuyt aan een nieuw project : Sherman. Hij vloog naar Londen om er aan netwerking te doen. Daar mocht hij op de BBC Radio de eerste single van Sherman spelen : On Your Side, dit nummer werd er ook af en toe gespeeld. In België werd het nummer opgepikt door Studio Brussel. Met hun 2e single Days Go By scoorden ze ook goed. Sherman bracht hun eerste EP in het najaar van 2011 uit.

## Discografie
Singles
- On Your Side - Ultratip #13 2010
- Days Go By - Ultratip #21
- One Way Town - Ultratip #64

(met Sherman)
Albums
- Sherman EP (met Sherman)
- Rise (met Sherman)

## Trivia
- Ten tijde van Spring werd Steven Bossuyt achtervolgd door de roddel dat hij overleden zou zijn bij een motorongeval.